# 9e cérémonie des Chicago Film Critics Association Awards
La 9e cérémonie des Chicago Film Critics Association Awards, décernés par la Chicago Film Critics Association, a eu lieu le 10 mars 1997, et a récompensé les films réalisés dans l'année.

## Palmarès
- Meilleur film :
  - Fargo
- Meilleur réalisateur :
  - Joel Coen pour Fargo
- Meilleur acteur :
  - Billy Bob Thornton pour Sling Blade
- Meilleure actrice :
  - Frances McDormand pour Fargo
- Meilleur acteur dans un second rôle :
  - Cuba Gooding Jr. pour Jerry Maguire
- Meilleure actrice dans un second rôle :
  - Irma P. Hall pour La Couleur du destin (A  Family Thing)
- Acteur le plus prometteur :
  - Edward Norton pour Peur primale (Primal Fear) et Larry Flynt (The People vs. Larry Flint)
- Actrice la plus prometteuse : 
  - Courtney Love pour Larry Flynt (The People vs. Larry Flint)
- Meilleur scénario :
  - Fargo – Ethan Coen
- Meilleure photographie :
  - Le Patient anglais (The English Patient)
- Meilleure musique de film :
  - Fargo
- Meilleur film en langue étrangère :
  - Le Décalogue (Dekalog) •  Pologne
  - La Haine de Mathieu Kassovitz •  France
- Commitment to Chicago Award :
  - Gary Sinise